# CRISA
Computadoras, Redes e Ingeniería, S.A.、CRISA是西班牙太空飛行電子設計及生產公司。
成立於1985年，並成功參與了四百多項空間任務。
在歐洲航天局的大多數科學和地球觀測任務中發揮了相關作用，開發了有效載荷處理器和硬件和軟件控制器：數據處理單元、控制單元、電源調節和分配單元。
2000年，CRISA成為空中巴士國防航天集團的一部分，擁有超過450名合格員工。

## 外部鏈接
- CRISA網站 （页面存档备份，存于）